# 甲苯-3,4-二硫酚
甲苯-3,4-二硫酚是一种有机硫化合物，化学式为CH
3C
6H
3(SH)
2，它是无色蜡状或油状物。它和金属离子结合可以形成有色的衍生物。它的性质和1,2-苯二硫酚相似，但是由于更便宜而使用得更多。
它可以在硫醇-二硫化物反应中用作探针。